# Administrierter Preis
Ein administrierter Preis ist in der Wirtschaft ein Preis für eine auf einem Markt angebotene Leistung, der durch eine staatliche Intervention festgelegt wurde.

## Allgemeines
Bei administrierten Preisen handelt es sich nicht um Marktpreise, die sich durch den Marktmechanismus aufgrund der freien Preisbildung durch Angebot und Nachfrage entwickelt haben, sondern einseitig durch staatlichen Hoheitsakt festgelegt worden sind. Administrierte Preise gibt es für Güter und Dienstleistungen, die vollständig oder überwiegend durch den Staat oder auch Regulierungsbehörden bestimmt werden. Auch die von Großunternehmen gesetzten Preise, die aus der Marktmacht dieser Unternehmen entstehen, werden administrierte Preise genannt.

## Arten
Der Sachverständigenrat zur Begutachtung der gesamtwirtschaftlichen Entwicklung hat die staatlich administrierten Preise nach der Intensität ihrer Beeinflussung durch den Staat wie folgt aufgeteilt:
Direkt administrierte Preise
Beförderungstarife, Gebührenordnungen, Rundfunkbeitrag oder Gebühren für Nachrichtenübermittlung werden vom Staat unmittelbar festgelegt und machen 4,6 % des Warenkorbs aus.
Teiladministrierte Preise
wie öffentliche Versorgungstarife, Versicherungstarife, Gesundheitspflege oder Flugtarife werden vom Staat kontrolliert und sind durch ihn genehmigungspflichtig (Warenkorb 10,9 %).
Quasi-administrierte Preise
wie Benzin, Heizöl, Tabak und Alkohol werden über den hohen Steueranteil über die Steuerlast vom Staat beeinflusst (Warenkorb: auch 10,9 %).
Indirekt administrierte Preise
fast der gesamte Lebensmittelbereich wird über EU-Marktordnungen durch Mindest-, Höchst- oder Richtpreise vom Staat beeinflusst (Warenkorb: 14,9 %).
Gemessen am Warenkorb besitzen somit 41,3 % der Güter/Dienstleistungen administrierte Preise.
Diese administrierten Preise sind Festpreise, werden vom Staat durch Gesetze fixiert und zeigen sich meist in feststehenden Gebühren. Rechtsgrundlage ist unter anderem das Bundesgebührengesetz (BGebG), das die Erhebung von Gebühren für öffentliche Leistungen durch Behörden regelt. Im Geschäftsverkehr mit Verbrauchern und mit Behörden werden Bruttopreise vereinbart. Diese Preise bleiben auch bei einer Erhöhung der Mehrwertsteuer verbindlich. Nur wenn die Preise mehr als 4 Monate vor dem Inkrafttreten der Steueränderung vereinbart wurden, kann eine Preisanpassung erfolgen (§ 29 UStG).
Öffentliche Güter sind ein typisches Beispiel für administrierte Preise. Dieser Güter werden sowohl direkt durch die öffentliche Verwaltung zur Verfügung gestellt als auch indirekt durch Staatsunternehmen und öffentliche Unternehmen, ihre Finanzierung erfolgt durch Zwangsabgaben oder administrierte Preise.

## Heutige Bedeutung
Historisch gesehen ist der klassische Bereich administrierter Preise innerhalb eines marktwirtschaftlichen Systems die Landwirtschaft, welcher der Staat zwecks Sicherung einer autarken Versorgung mit Nahrungsmitteln durch Hoheitsakt beispielsweise Mindestpreise zusichert.
Während sich diese Agrarpreis-Garantien im Zuge der weltweiten Liberalisierungstendenzen umfassend zurückbildeten, hat sich der administrierte Preis in einigen anderen Bereichen gehalten, vor allem im Gesundheitswesen. Auch die Autobahnmaut oder ähnliche Benutzungsgebühren öffentlicher Infrastruktur gehören zu den administrierten Preisen.
Die Bedeutung der staatlich administrierten Preise für die Inflation ist nicht zu unterschätzen. Die vollständig administrierten Preise hatten 1980 einen Anteil am Warenkorb von 4,7 % und einen Anteil an der Inflationsrate von 5,51 %, die teiladministrierten Preise besaßen einen Anteil von 22,83 % am Warenkorb und einem Anteil von 25,73 % an der Inflationsrate. Je höher ihr Anteil am Warenkorb ist, umso stärker ist ihre Wirkung als Inflationsursache.

## International
Die Bedeutung der administrierten Preise variiert in den Ländern des Euroraums sehr stark. Im Euroraum-Durchschnitt betrug im Jahre 2010 Eurostat zufolge der Anteil administrierter Preise am HVPI-Warenkorb 11,0 %. Gemessen am Anteil im HVPI-Warenkorb zählten im Jahr 2010 die Slowakei, Portugal, die Niederlande und Deutschland zu den Spitzenreitern. Für diese Länder bewegte sich der Anteil am HVPI-Warenkorb von 13,0 % (Deutschland) bis 23,6 % (Slowakei). Österreich lag mit 12,6 % ebenfalls über dem Euroraum-Durchschnitt. Am unteren Ende der Skala befanden sich Finnland, Malta und Slowenien mit Anteilen von 5,0 % (Finnland) bis 6,4 % (Slowenien).
In der Schweiz beispielsweise ist der Bund befugt, Krankenkassenprämien, die über ein zur Deckung von Kostensteigerungen hinausgehendes Ausmaß erhöht wurden, an die betreffende Versicherung zur Überarbeitung zurückzuweisen. Ein Beispiel von 2009 ist ferner die Intervention des FDP-Gesundheitsministers Pascal Couchepin zur Senkung der ärztlichen Labortarife. Auch die Medikamentenpreise werden in vielen Ländern zur Kostendämpfung im Gesundheitswesen staatlich als Höchstpreise festgelegt. In einem weiteren Sinne können in der Schweiz auch die Interventionen des Preisüberwachers als Preis-Administrierung gesehen werden.